# صالح أحمد عيد زين الدين
العقيد: صالح أحمد عيد زين الدين، عسكري مصري، كان رئيس عمليات الوحدات البرية، خلال حرب أكتوبر 1973.